# Charles Bronson
Charles Bronson, nato Charles Dennis Buchinsky (Ehrenfeld, 3 novembre 1921 – Los Angeles, 30 agosto 2003), è stato un attore statunitense.
Nella lunga carriera, iniziata nei primi anni cinquanta, ha interpretato spesso il prototipo del "duro", grazie ai tratti particolari del volto, con "occhi azzurri e miti in netto contrasto con l'atteggiamento freddo e burbero".
Nel corso degli anni è stato protagonista di film divenuti classici del genere western e bellico, tra cui spiccano I magnifici sette (1960), La grande fuga (1963), Quella sporca dozzina (1967) e C'era una volta il West (1968). Per un ventennio ha legato il suo volto al personaggio del giustiziere urbano Paul Kersey nella popolare serie Il giustiziere della notte, dal 1974 al 1994. Ha recitato anche in teatro e in televisione.

## Biografia
Di umili origini, nacque Charles Dennis Buchinsky a Ehrenfeld, in Pennsylvania. Era undicesimo di quindici figli di Walter Buchinsky, di etnia tatara di Lipka e Mary Valinsky, immigrati lituani. Quando lui aveva dieci anni, il padre morì a causa del lavoro in miniera. La famiglia era tanto povera che fu costretto a indossare i vestiti della sorella per andare a scuola, poiché non aveva altri indumenti.
Dopo essersi diplomato al liceo con grandi sacrifici e aver svolto svariati lavori (minatore, spazzino, manovale, cameriere), si arruolò nell'esercito: combatté nella seconda guerra mondiale. Poiché i genitori non parlavano inglese, l'attore era madrelingua lituano e russo e imparò l'inglese solo a quattordici anni, tanto che durante la guerra i suoi commilitoni, a causa del suo accento, pensavano non fosse neppure americano.
Al ritorno dalla guerra si dedicò con impegno agli studi di arte drammatica a Filadelfia, recitando in una compagnia teatrale. Nel cinema ricoprì prevalentemente ruoli secondari: ebbe una parte nel film La maschera di cera (1953) con Vincent Price.

### Carriera cinematografica
Per il cognome si ispirò ad uno dei numerosi cancelli che delimitano gli studi della Paramount a Hollywood, il Bronson Gate, sulla Bronson Avenue. Il primo ruolo fu un marinaio polacco nel film Il comandante Johnny (1951). Fece anche molte apparizioni televisive tra gli anni cinquanta e sessanta. Diventò una star negli anni sessanta, interpretando il ruolo del cowboy irlandese Bernardo O'Reilly ne I magnifici sette (1960), il tenente colonnello Lee Brandon in Il leggendario X-15 (1961) e, successivamente, il tenente d'aviazione Danny Velinsky, "il re del tunnel", ne La grande fuga (1963), entrambi diretti da John Sturges, che in un ruolo minore lo aveva notato in un altro suo film, Sacro e profano (1959).
Con Sturges, Bronson si trovò la strada spianata e cominciò ad alternare pellicole di diverso genere: nel 1967 fu in Quella sporca dozzina di Robert Aldrich; l'anno dopo, fu il mezzosangue Teclo nel western francese I cannoni di San Sebastian (1968) di Henri Verneuil e contemporaneamente collaborò con il regista Jean Vautrin per il suo primo film, affiancando Alain Delon nel thriller-drammatico Due sporche carogne - Tecnica di una rapina (1968). Nello stesso anno, col film di Sergio Leone C'era una volta il West, acquisì fama anche presso il pubblico europeo: Leone gli aveva già proposto altre parti nei suoi tre western precedenti, ma l'attore aveva rifiutato non conoscendo le qualità del regista italiano e giudicando i copioni poco interessanti.
Nel 1971 vinse il premio speciale del Golden Globe, l'Henrietta Award, e nello stesso anno fu diretto da Terence Young nel western Sole rosso, con Alain Delon, Toshirō Mifune e Ursula Andress, mentre dal 1974 al 1994 fu protagonista nella saga di cinque pellicole de Il giustiziere della notte. La sua salute andò peggiorando negli anni ed egli si ritirò nel 1998.

## Vita privata

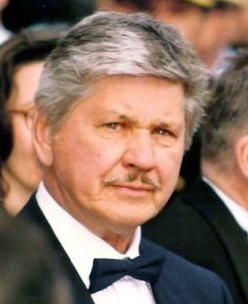
Charles Bronson al Festival di Cannes 1987

Si sposò tre volte. La prima nel 1949 con Harriet Tendler, dalla quale ebbe due figli (Suzanne e Tony) e dalla quale divorziò dopo diciotto anni. La seconda con l'attrice Jill Ireland, nel 1968: ebbero una figlia, Zuleika, e adottarono anche un'altra bambina, figlia di un'amica di Jill, Katarina. Jill fu il suo grande amore; Charles le fu vicino nella malattia che durò sei anni, fino alla morte dell'attrice nel 1990. Bronson si sposò una terza volta nel 1998 con Kim Weeks.
Morì di polmonite il 30 agosto 2003 al Cedars-Sinai Medical Center di Los Angeles, dove era ricoverato. Nell'agosto 1998 subì un intervento di protesi d'anca. Nell'ultimo periodo gli diagnosticarono la malattia di Alzheimer e un carcinoma del polmone. È sepolto nel cimitero di Brownsville a West Windsor nel Vermont, vicino casa sua.

## Filmografia

### Cinema
- Il comandante Johnny (You're in the Navy Now), regia di Henry Hathaway (1951)
- Omertà (The People Against O'Hara), regia di John Sturges (1951)
- Luci sull'asfalto (The Mob), regia di Robert Parrish (1951)
- Duello nella foresta (Red Skies of Montana), regia di Joseph M. Newman (1952)
- Vivere insieme (The Marrying Kind), regia di George Cukor (1952)
- I miei sei forzati (My Six Convicts), regia di Hugo Fregonese (1952)
- Lui e lei (Pat and Mike), regia di George Cukor (1952)
- Corriere diplomatico (Diplomatic Courier), regia di Henry Hathaway (1952)
- Uragano su Yalù (Battle Zone), regia di Lesley Selander (1952)
- Paradiso notturno (Bloodhounds of Broadway), regia di Harmon Jones (1952)
- Il pagliaccio (The Clown), regia di Robert Z. Leonard (1953)
- Immersione rapida (Torpedo Alley), regia di Lew Landers (1952)
- Polizia militare (Off Limits), regia di George Marshall (1953)
- La maschera di cera (House of Wax), regia di André De Toth (1953)
- Pioggia (Miss Sadie Thompson), regia di Curtis Bernhardt (1953)
- La città spenta (Crime Wave), regia di André De Toth (1954)
- Tennessee Champ, regia di Fred M. Wilcox (1954)
- L'assedio di fuoco (Riding Shotgun), regia di André De Toth (1954)
- L'ultimo Apache (Apache), regia di Robert Aldrich (1954)
- Rullo di tamburi (Drum Beat), regia di Delmer Daves (1954)
- Vera Cruz, regia di Robert Aldrich (1954)
- Un pugno di criminali (Big House, U.S.A.), regia di Howard W. Koch (1955)
- Ombre gialle (Target Zero), regia di Harmon Jones (1955)
- Vento di terre lontane (Jubal), regia di Delmer Daves (1956)
- La tortura della freccia (Run of the Arrow), regia di Samuel Fuller (1957)
- La vera storia di Lucky Welsh (Showdown at Boot Hill), regia di Gene Fowler Jr. (1958)
- La legge del mitra (Machine-Gun Kelly), regia di Roger Corman (1958)
- Solo contro i gangster (Gang War), regia di Gene Fowler Jr. (1958)
- Quando l'inferno si scatena (When Hell Broke Loose), regia di Kenneth G. Crane (1958)
- Sacro e profano (Never So Few), regia di John Sturges (1959)
- I magnifici sette (The Magnificent Seven), regia di John Sturges (1960)
- Il padrone del mondo (Master of the World), regia di William Witney (1961)
- I trecento di Fort Canby (A Thunder of Drums), regia di Joseph M. Newman (1961)
- Il leggendario X-15 (X-15), regia di Richard Donner (1961)
- Il ranch della violenza (This Rugged Land), regia di Arthur Hiller (1962)
- Pugno proibito (Kid Galahad), regia di Phil Karlson (1962)
- La grande fuga (The Great Escape), regia di John Sturges (1963)
- I 4 del Texas (4 for Texas), regia di Robert Aldrich (1963)
- Il californiano (Guns of Diablo), regia di Boris Sagal (1964)
- Castelli di sabbia (The Sandpiper), regia di Vincente Minnelli (1965)
- La battaglia dei giganti (Battle of the Bulge), regia di Ken Annakin (1965)
- Questa ragazza è di tutti (This Property Is Condemned), regia di Sydney Pollack (1966)
- Quella sporca dozzina (The Dirty Dozen), regia di Robert Aldrich (1967)
- I cannoni di San Sebastian (La bataille de San Sebastian), regia di Henri Verneuil (1968)
- Viva! Viva Villa! (Villa Rides), regia di Buzz Kulik (1968)
- Due sporche carogne - Tecnica di una rapina (Adieu l'ami), regia di Jean Vautrin (1968)
- C'era una volta il West, regia di Sergio Leone (1968)
- Twinky, regia di Richard Donner (1969)
- L'uomo venuto dalla pioggia (Le Passager de la pluie), regia di René Clément (1970)
- Al soldo di tutte le bandiere (You Can't Win 'Em All), regia di Peter Collinson (1970)
- Città violenta, regia di Sergio Sollima (1970)
- L'uomo dalle due ombre (De la part des copains), regia di Terence Young (1971)
- Sole rosso (Soleil rouge), regia di Terence Young (1971)
- Qualcuno dietro la porta (Quelqu'un derrière la porte), regia di Nicolas Gessner (1971)
- Joe Valachi - I segreti di Cosa Nostra (The Valachi Papers), regia di Terence Young (1972)
- Chato (Chato's Land), regia di Michael Winner (1972)
- Professione assassino (The Mechanic), regia di Michael Winner (1972)
- L'assassino di pietra (The Stone Killer), regia di Michael Winner (1973)
- Valdez il mezzosangue, regia di John Sturges e Duilio Coletti (1973)
- A muso duro (Mr. Majestyk), regia di Richard Fleischer (1974)
- Il giustiziere della notte (Death Wish), regia di Michael Winner (1974)
- 10 secondi per fuggire (Breakout), regia di Tom Gries (1975)
- L'eroe della strada (Hard Times), regia di Walter Hill (1975)
- Io non credo a nessuno (Breakheart Pass), regia di Tom Gries (1975)
- Candidato all'obitorio (St. Ives), regia di J. Lee Thompson (1976)
- Da mezzogiorno alle tre (From Noon Till Three), regia di Frank D. Gilroy (1976)
- I leoni della guerra (Raid on Entebbe), regia di Irvin Kershner (1977)
- Sfida a White Buffalo (The White Buffalo), regia di J. Lee Thompson (1977)
- Telefon, regia di Don Siegel (1977)
- Tiro incrociato (Love and Bullets), regia di Stuart Rosenberg (1979)
- Caboblanco, regia di J. Lee Thompson (1980)
- L'uomo del confine (Borderline), regia di Jerrold Freedman (1980)
- Caccia selvaggia (Death Hunt), regia di Peter Hunt (1981)
- Il giustiziere della notte n. 2 (Death Wish II), regia di Michael Winner (1981)
- Dieci minuti a mezzanotte (10 to Midnight), regia di J. Lee Thompson (1983)
- Professione giustiziere (The Evil That Men Do), regia di J. Lee Thompson (1984)
- Il giustiziere della notte 3 (Death Wish 3), regia di Michael Winner (1985)
- La legge di Murphy (Murphy's Law), regia di J. Lee Thompson (1986)
- Assassination, regia di Peter Hunt (1987)
- Il giustiziere della notte 4 (Death Wish 4: The Crackdown), regia di J. Lee Thompson (1987)
- Messaggio di morte (Messenger of Death), regia di J. Lee Thompson (1988)
- Soggetti proibiti (Kinjite: Forbidden Subjects), regia di J. Lee Thompson (1989)
- Lupo solitario (The Indian Runner), regia di Sean Penn (1991)
- Il giustiziere della notte 5 (Death Wish V: The Face of Death), regia di Allan Goldstein (1994)

### Televisione
- Roy Rogers (The Roy Rogers Show) – serie TV, episodio 2x08 (1952)
- The Doctor – serie TV, episodi 1x10-1x22 (1952-1953)
- Stage 7 – serie TV, episodi 1x04-1x18 (1955)
- Crusader – serie TV, episodi 1x03-1x19 (1955-1956)
- General Electric Theater – serie TV, episodi 4x08-4x21- 9x16 (1955-1961)
- Wire Service – serie TV, episodio 1x10 (1956)
- Alfred Hitchcock presenta (Alfred Hitchcock Presents) – serie TV, episodi 1x20-1x25-7x18 (1956-1962)
- Gunsmoke – serie TV, episodi 1x28-4x08 (1956-1958)
- Man with a Camera – serie TV, 29 episodi (1956-1958)
- Have Camera Will Travel – film TV (1956)
- Have Gun - Will Travel – serie TV, episodi 1x02-2x03-5x05-5x10-6x17 (1957-1963)
- Sugarfoot – serie TV, episodi 1x12-1x19 (1958)
- The Court of Last Resort – serie TV, episodio 1x15 (1958)
- Yancy Derringer – serie TV, episodio 1x20 (1959)
- The Aquanauts – serie TV, episodio 1x10 (1960)
- Hennesey – serie TV, 2 episodi (1960-1961)
- Ai confini della realtà (The Twilight Zone) – serie TV, episodio 3x01 (1961)
- The New Breed – serie TV, episodio 1x10 (1961)
- Avventure in paradiso (Adventures in Paradise) – serie TV, episodio 3x13 (1961)
- Ripcord – serie TV, episodio 2x17 (1963)
- The Travels of Jaimie McPheeters – serie TV, 13 episodi (1963-1964)
- Bonanza – serie TV, episodio 6x12 (1964)
- La grande vallata (The Big Valley) – serie TV, episodio 1x09 (1965)
- Gli uomini della prateria (Rawhide) – serie TV, episodio 8x10 (1965)
- Il virginiano (The Virginian) – serie TV, episodi 4x08-6x01 (1965-1967)
- Il solitario del West – film TV (1972)
- Quel dannato pugno di uomini (The Meanest Men in the West) – film TV (1978)
- L'esecuzione... una storia vera (Act of Vengeance), regia di John Mackenzie – film TV (1986)
- Sì, Virginia, Babbo Natale esiste (Yes, Virginia, There Is a Santa Claus), regia di Charles Jarrott – film TV (1991)
- La nave fantasma (The Sea Wolf), regia di Michael Anderson – film TV (1993)
- Un poliziotto scomodo (Donato and Daughter), regia di Rod Holcomb – film TV (1993)
- Sospetti in famiglia (Family of Cops), regia di Ted Kotcheff – film TV (1995)
- Sospetti in famiglia 2 (Breach of Faith: A Family of Cops II), regia di David Greene – film TV (1997)
- Sospetti in famiglia 3 (Family of Cops III: Under Suspicion), regia di Sheldon Larry – film TV (1999)

## Riconoscimenti
- Golden Globe
  - 1972 – Henrietta Award
- Hollywood Walk of Fame
  - 1980 – Stella
- Premio Emmy
  - 1961 – Candidatura al miglior attore o attrice non protagonista in un singolo episodio di una serie per General Electric Theater, episodio 9x16

## Doppiatori italiani
Nelle versioni in italiano dei suoi film, Charles Bronson è stato doppiato da:
- Pino Locchi in Vento di terre lontane, La legge del mitra, Il californiano, La battaglia dei giganti, Twinky, Città violenta, L'uomo dalle due ombre, Qualcuno dietro la porta, Professione: assassino, A muso duro, Io non credo a nessuno, Da mezzogiorno alle tre, Caboblanco, Professione giustiziere, Messaggio di morte, Lupo solitario
- Glauco Onorato in Quando l'inferno si scatena, I magnifici sette, I 4 del Texas, Castelli di sabbia, Questa ragazza è di tutti, Due sporche carogne - Tecnica di una rapina, Telefon, La legge di Murphy, Assassination, Un poliziotto scomodo, Il giustiziere della notte 5
- Giuseppe Rinaldi in Pioggia, C'era una volta il West, L'uomo venuto dalla pioggia, Joe Valachi - I segreti di Cosa Nostra, L'assassino di pietra, Valdez il mezzosangue, Il giustiziere della notte, Sfida a White Buffalo, L'uomo del confine
- Bruno Persa ne La città spenta, Ombre gialle, Pugno proibito, La grande fuga
- Renato Turi ne L'ultimo Apache, Il padrone del mondo, Il giustiziere della notte n. 2
- Renzo Montagnani in Al soldo di tutte le bandiere, 10 secondi per fuggire, L'eroe della strada
- Nino Pavese ne L'assedio di fuoco, Vera Cruz
- Dario Penne ne La vera storia di Lucky Welsh, Chato
- Marcello Tusco ne Il giustiziere della notte 3, Sospetti in famiglia
- Pietro Biondi in Sospetti in famiglia 2, Sospetti in famiglia 3
- Mario Pisu in Rullo di tamburi
- Gualtiero De Angelis in Un pugno di criminali
- Manlio Busoni ne La tortura della freccia
- Ferruccio Amendola in Sacro e profano
- Sergio Tedesco ne I trecento di Fort Canby
- Gianfranco Bellini ne Il leggendario X-15
- Riccardo Mantoni in Quella sporca dozzina
- Aldo Giuffré ne I cannoni di San Sebastian
- Ivano Staccioli in Viva! Viva Villa!
- Renzo Palmer in Sole rosso
- Renato Mori in Candidato all'obitorio
- Romano Malaspina ne I leoni della guerra
- Elio Zamuto in Quel dannato pugno di uomini
- Bruno Alessandro in Tiro incrociato
- Renzo Stacchi in Caccia selvaggia
- Sergio Rossi in Dieci minuti a mezzanotte
- Natalino Libralesso ne Il giustiziere della notte 4
- Saverio Moriones in Lupo di mare